# 日有 (大石寺)
日有（にちう、応永9年4月16日（1402年5月18日） - 文明14年9月29日（1482年11月10日）、在位1419年 - 1467年、1472年 - 1482年）は室町時代中期の僧侶。日蓮正宗総本山大石寺第9世法主。26世日寛とともに中興の祖と仰がれている。

## 略歴
- 応永9年（1402年）4月16日、富士上野（現在の大石寺近郊）の南条家に出生。幼少にして8世日影の弟子となる。
- 応永26年（1419年）8月、17歳で8世日影から血脈相承を受けて奥州から京都、越後などの諸国へ長期間にわたり布教を進めた。
- 永享4年（1432年）3月、幕府へ国家諌暁の申し状を上呈した。この申し状は毎年秋の御会式で奉読されている。
- 文安2年（1445年）11月6日、紫宸殿本尊を模刻す。
- 長禄2年（1458年）1月、筑前阿日格大石寺に日有の法門を聴き之を録す。
- 寛正元年（1460年）7月18日、本尊を書写し陸前二迫加藤日源に授与す。
- 寛正2年（1461年）3月22日、本尊を書写し下野薗部日安に授与す。
- 寛正3年（1462年）1月11日、南条日住、日有上人御物語聴聞抄3巻の稿を始む。
- 寛正4年（1463年）6月2日、本尊を書写し下野金井伊勢阿日量に授与す。
- 寛正6年（1465年）2月、大石寺御宝蔵を小校倉造りに改む。3月、大石寺客殿を創建す。
- 文正元年（1466年）6月8日、駿河駒瀬に法華堂（本廣寺）を創す。
- 応仁元年（1467年）、10世日乗に法を相承したものの、10世日乗、11世日底の死去により文明4年（1472年）、再登座。
- 文明6年（1474年）1月5日、本尊を書写し甲斐下山大村六郎左衛門に授与す。5月26日、本尊を書写し陸前一迫柳目三位阿日為母妙了日宗に授与す。8月4日、本尊を書写し陸前柳目上総公日宣に授与す。11月29日、本尊を書写し陸前岡名の日意に授与す。
- 文明7年（1475年）7月16日、本尊を書写し小野里八郎三郎に授与す。
- 文明8年（1476年）5月23日、土佐吉奈連陽房、日有聞書を録す。7月15日、守本尊を書写し土佐吉奈右京大夫に授与す。
- 文明10年（1478年）、駿河淀師に要行寺を創す。
- 文明14年（1482年）、法を12世日鎮に付す。同年9月29日、死去した。

## その他
- 富士門流の化儀方式を体系づけて、『日有師化儀抄』、『御物語聴聞抄』、『連陽房聞書』、『下野阿闍梨聞書』などとして弟子たちが筆録している。特に『日有師化儀抄』は『日興遺誡置文』とともに、大石寺の山法山規の基をなしている。
- 晩年は、杉山に隠棲した。御講日には大石寺へ登山した。当時の大杉山は岩がゴロゴロとしており、通常の下駄では石や岩が挟まってしまうため、一本歯の下駄を履いたという。